# Wahl zum 22. Hessischen Landtag

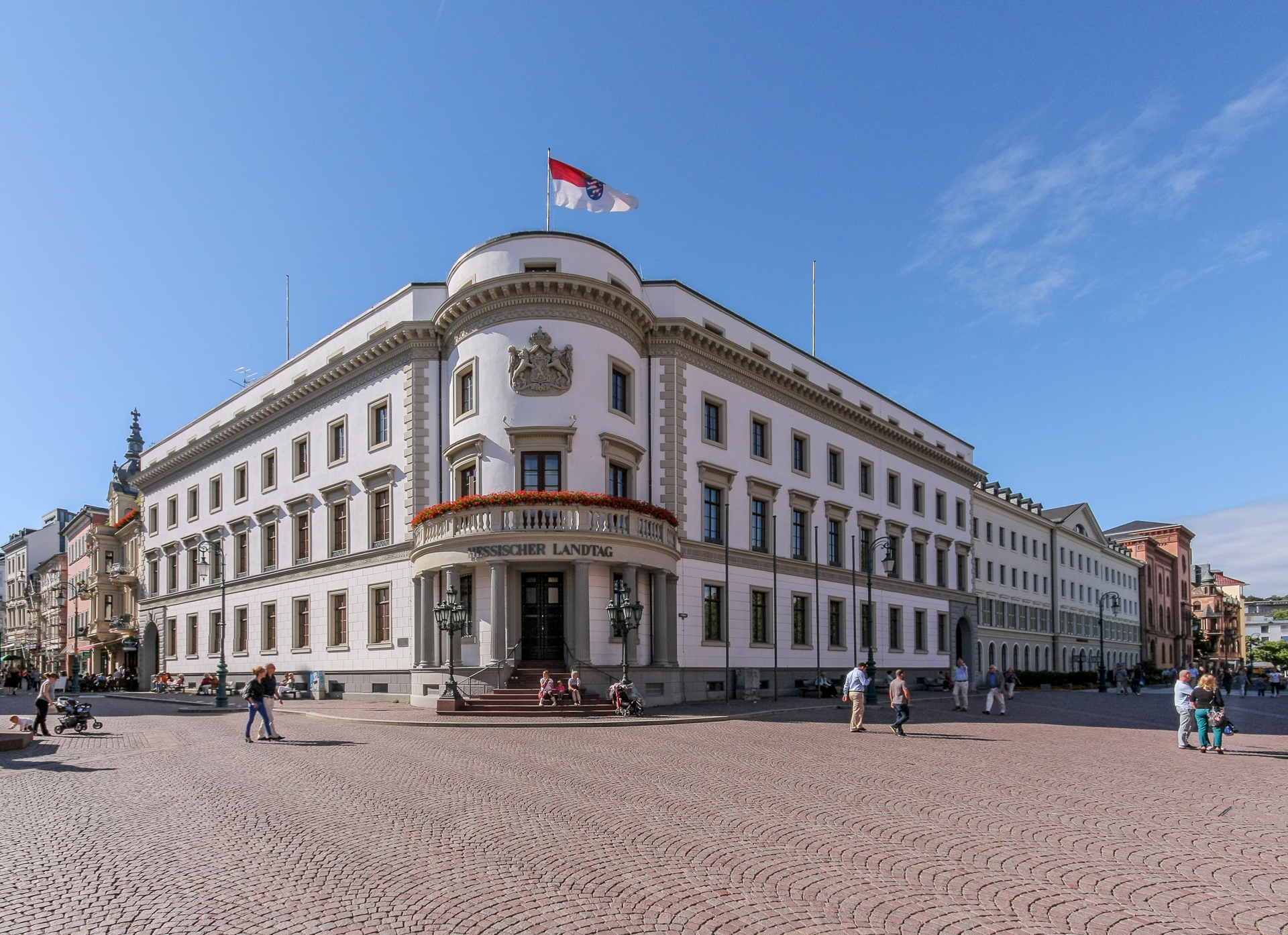
Der Hessische Landtag (Stadtschloss)

Die Wahl zum 22. Hessischen Landtag findet turnusgemäß voraussichtlich im Jahr 2028 statt.

## Wahltermin
Die Verfassung des Landes Hessen regelt in Artikel 79 die Wahl des Landtags für eine Wahlperiode von fünf Jahren und die Festsetzung des Wahltermins auf einen Tag vor deren Ablauf. Der 21. Hessische Landtag konstituierte sich am 18. Januar 2024. Da es sich beim Wahltag um einen Sonn- oder Feiertag handeln muss, ist der letztmögliche Wahltermin Sonntag, der 14. Januar 2029.
Im Falle einer vorzeitigen Auflösung des Landtags würde die Wahl binnen 60 Tagen stattfinden.

## Ausgangslage
Die CDU wurde bei der Wahl 2023 erneut stärkste Kraft und konnte ihren Stimmenanteil um mehr als 7 Prozentpunkte erhöhen. Einen hohen Zugewinn machte auch die AfD, die mit 18,4 Prozent als zweitstärkste Kraft ihr bestes Ergebnis in Hessen und sämtlichen westdeutschen Bundesländern erreichte. Grüne, SPD und FDP mussten hingegen Stimmenverluste hinnehmen, wobei die Grünen nur viertstärkste Kraft wurden, die SPD dafür drittstärkste Partei wurde. Die FDP zog mit 5,0 Prozent erneut in den Landtag ein, die Linke verlor über 3 Prozentpunkte und verpasste den Wiedereinzug. Freie Wähler und Tierschutzpartei gewannen je 0,5 Prozentpunkte hinzu, erreichten mit 3,5 bzw. 1,5 Prozent aber nur Ergebnisse unterhalb der 5-Prozent-Hürde.

### Bisher im Landtag vertretene Parteien
| Fraktion/Landesverband | Fraktion/Landesverband                      | Kurzbe- zeichnung | Sitze 2023 |
| ---------------------- | ------------------------------------------- | ----------------- | ---------- |
|                        | Christlich-Demokratische Union Deutschlands | CDU               | 52         |
|                        | Alternative für Deutschland                 | AfD               | 28         |
|                        | Sozialdemokratische Partei Deutschlands     | SPD               | 23         |
|                        | Bündnis 90/Die Grünen                       | Grüne             | 22         |
|                        | Freie Demokratische Partei                  | FDP               | 08         |

## Umfragen

### Sonntagsfrage
| Institut          | Datum      | CDU    | AfD    | SPD    | Grüne  | FDP   | FW    | Linke | BSW   | Sonst. |
| ----------------- | ---------- | ------ | ------ | ------ | ------ | ----- | ----- | ----- | ----- | ------ |
| Infratest dimap   | 23.06.2025 | 36 %   | 18 %   | 13 %   | 14 %   | 4 %   | —     | 6 %   | 3 %   | 6 %    |
| INSA              | 25.03.2025 | 31 %   | 19 %   | 14 %   | 12 %   | 3 %   | 2 %   | 9 %   | 5 %   | 5 %    |
| Bundestagswahl    | 23.02.2025 | 28,9 % | 17,8 % | 18,4 % | 12,6 % | 5,0 % | 1,3 % | 8,7 % | 4,4 % | 2,9 %  |
| Forsa             | 18.12.2024 | 38 %   | 16 %   | 15 %   | 14 %   | 3 %   | —     | 3 %   | 3 %   | 8 %    |
| INSA              | 13.08.2024 | 32 %   | 18 %   | 13 %   | 13 %   | 5 %   | 4 %   | 2 %   | 8 %   | 5 %    |
| Europawahl        | 09.06.2024 | 30,0 % | 13,6 % | 16,4 % | 12,9 % | 6,3 % | 2,0 % | 2,5 % | 4,4 % | 11,9 % |
| Infratest dimap   | 26.04.2024 | 37 %   | 16 %   | 15 %   | 15 %   | 5 %   | —     | —     | 3 %   | 9 %    |
| INSA              | 13.04.2024 | 33 %   | 18 %   | 14 %   | 12 %   | 4 %   | 4 %   | 3 %   | 6 %   | 6 %    |
| Landtagswahl 2023 | 08.10.2023 | 34,6 % | 18,4 % | 15,1 % | 14,8 % | 5,0 % | 3,5 % | 3,1 % | —     | 5,5 %  |